# Mike Magill
Charles Edward Michael Magill, detto Mike (Haddonfield, 8 febbraio 1920 – Haddonfield, 31 agosto 2006), è stato un pilota automobilistico statunitense.

## Carriera
Dopo aver servito l'Esercito americano durante la Seconda guerra mondiale, corse nella serie Champ Car dal 1955 al 1959 disputando 15 gare. Miglior risultato fu il 4º posto conquistato a Langhorne nel 1955.
Corse la 500 Miglia di Indianapolis tre volte, debuttando nel 1957. L'anno seguente, quando Juan Manuel Fangio non riuscì a partecipare alla storica corsa per problemi contrattuali, Magill condusse l'auto usata dal campione argentino in prova. Fu coinvolto in un incidente al primo giro, ma dopo oltre un'ora ai box ripartì finendo 17º.
Corse la sua ultima 500 Miglia nel 1959, non terminandola a causa di una collisione.
Muore nel 2006 e viene sepolto presso il Locustwood Memorial Park a Cherry Hill, New Jersey.
Tra il 1950 e il 1960 la 500 Miglia di Indianapolis faceva parte del Campionato Mondiale, per questo motivo Magill ha all'attivo anche tre Gran Premi in Formula 1.

## Risultati in Formula 1
| 1956 | Scuderia     | Vettura   |  |  |    |  |  |  |  |  |  |  |  | Punti | Pos. |
| ---- | ------------ | --------- |  |  | -- |  |  |  |  |  |  |  |  | ----- | ---- |
| 1956 | Chesty Foods | Templeton |  |  | NQ |  |  |  |  |  |  |  |  | 0     |      |

| 1957 | Scuderia             | Vettura           |  |  |     |  |  |  |  |  |  |  |  | Punti | Pos. |
| ---- | -------------------- | ----------------- |  |  | --- |  |  |  |  |  |  |  |  | ----- | ---- |
| 1957 | Dayton Steel Foundry | Kurtis Kraft 500G |  |  | Rit |  |  |  |  |  |  |  |  | 0     |      |

| 1958 | Scuderia             | Vettura           |  |  |  |    |  |  |  |  |  |  |  | Punti | Pos. |
| ---- | -------------------- | ----------------- |  |  |  | -- |  |  |  |  |  |  |  | ----- | ---- |
| 1958 | Dayton Steel Foundry | Kurtis Kraft 500G |  |  |  | SQ |  |  |  |  |  |  |  | 0     |      |

| 1959 | Scuderia             | Vettura |  |     |  |  |  |  |  |  |  |  |  | Punti | Pos. |
| ---- | -------------------- | ------- |  | --- |  |  |  |  |  |  |  |  |  | ----- | ---- |
| 1959 | Dayton Steel Foundry | Sutton  |  | Rit |  |  |  |  |  |  |  |  |  | 0     |      |

| Legenda | 1º posto     | 2º posto | 3º posto    | A punti         | Senza punti/Non class.  | Grassetto – Pole position Corsivo – Giro più veloce |
| Legenda | Squalificato | Ritirato | Non partito | Non qualificato | Solo prove/Terzo pilota | Grassetto – Pole position Corsivo – Giro più veloce |